# Sarracenos

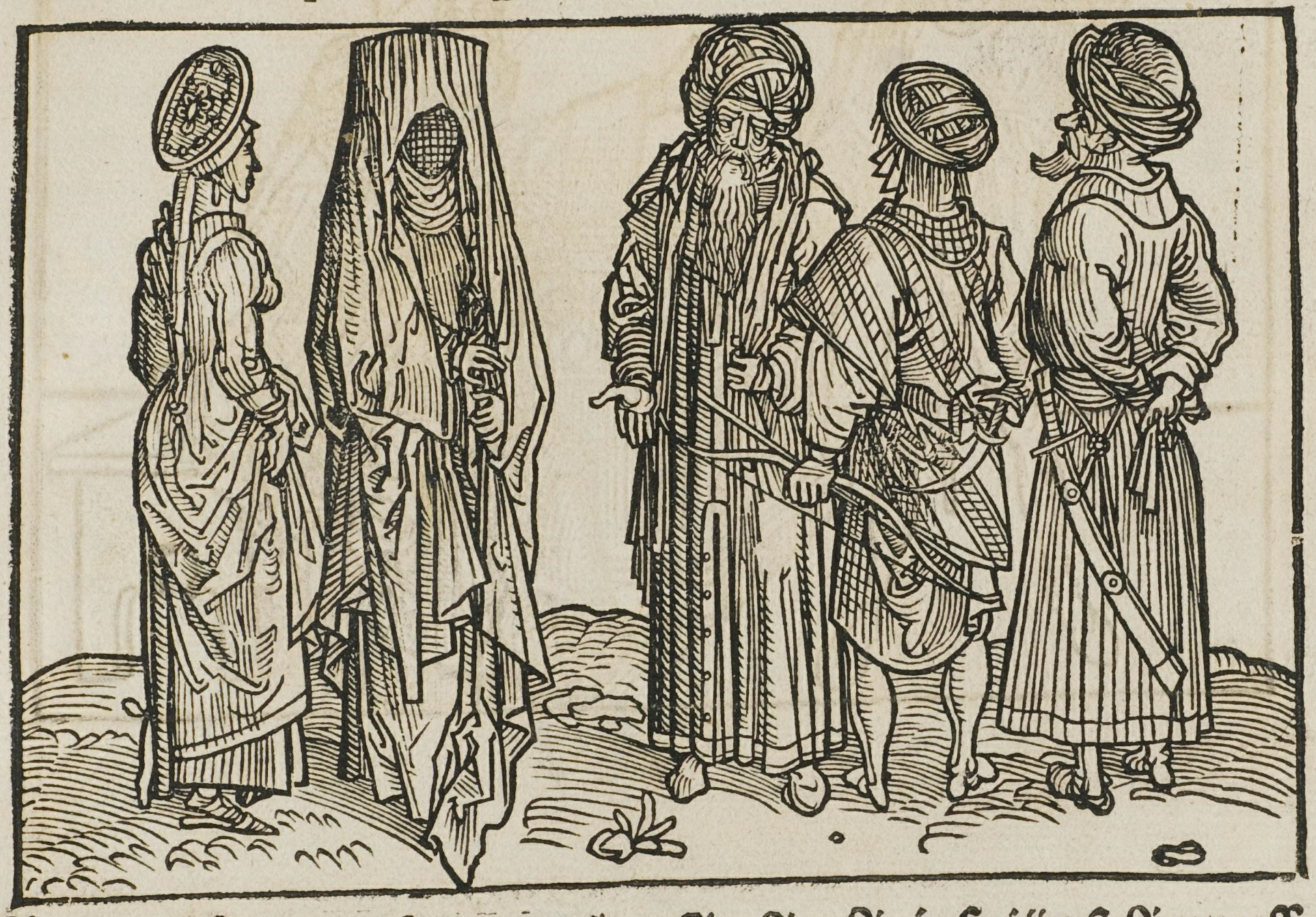
Uma ilustração de "sarracenos" numa ilustração do Peregrinatio in terram sanctam, de Bernardo de Breidenbach, de 1486

Sarracenos (do grego σαρακηνοί; romaniz.: sarakenoi) era uma das formas usadas pelos cristãos da Idade Média para designarem genericamente os árabes ou os muçulmanos. Em português o termo é usualmente aplicado especificamente aos árabes que dominaram a Península Ibérica. As palavras "islão" e "muçulmano" só foram introduzidas nas línguas europeias no século XVII. Antes disso utilizavam-se expressões como "lei de Maomé", maometanos, agarenos (descendentes de Agar), mouros, etc.[carece de fontes?]

## História
O termo surgiu na Antiguidade e até ao século III d.C. designava uma tribo que vivia no Sinai ou, mais genericamente, as populações que viviam em áreas de deserto na província romana da Arábia Pétrea ou suas vizinhanças, nomeadamente no noroeste da península Arábica e norte do Sinai, e que se distinguiam dos árabes.
A etimologia provável é a palavra árabe شرقيين (romaniz.: sharqiyyin; "orientais"). Mais tarde, os súbditos do império que falavam grego estenderam a palavra a todos os árabes. Segundo fontes francesas medievais, o termo sarrasins surge a partir da invasão muçulmana rechaçada na batalha de Poitiers (732) e da fixação das fronteiras do Império Carolíngio. Especialmente na época das Cruzadas, o termo estendeu-se a todos os muçulmanos — particularmente aos que invadiram a Sicília, no sul da Itália, e a Península Ibérica. Na cronística antiga ocidental, o termo "Império Sarraceno" foi muitas vezes usado para referir-se ao primeiro califado árabe, governado pelas dinastias omíada e abássida.[carece de fontes?]
Segundo o filósofo e antropólogo Youssef Seddik, os homens não muçulmanos, que, durante séculos após o surgimento do Islã, não tinham o direito de se nomear árabes, chamavam então a si próprios "sarracenos" ou "pagãos".[carece de fontes?]
Em alguns textos cristãos, é proposta uma outra etimologia para "Sarraceno" como "sem Sara" ("Sara sine") - aludindo ao episódio bíblico da rivalidade entre Agar (mãe de Ismael, tradicionalmente considerado como o ascendente primordial dos árabes) e Sara (que gerou, segundo a tradição bíblica, o povo hebreu); assim designando os árabes como não sendo nascidos por meio de Sara.[carece de fontes?]